# 許在廷
許在廷（16世紀—17世紀），字獻可，號榛園，河南汝寧府固始縣人，明朝政治人物。

## 生平
許在廷是萬曆十三年（1585年）乙酉科河南鄉試舉人，二十六年（1598年）授禹州學正，陞重慶推官，能善於其職，改安慶推官，任滿陞應天府治中，入朝為工部員外郎，再外轉福州同知、遵義知府，當時新設播界，地方難治，他在三年內恩威並用，令吏民敬服，因老病辭官，在家鄉恬淡自如，教育宗族聞名鄉里，死後入祀鄉賢祠。

## 引用
1. 1 2  乾隆《重修固始縣志·卷二十·人物志第二十三》：許在廷，字獻可，固始人，號榛園，少聰穎，家貧嗜學，領萬厯乙酉科鄉薦，任四川重慶府推官，善於其職，任滿陞南京應天府治中，歷工部員外郎，出為四川遵義守，時播界新設，頑梗難治，蒞任三載多方鎮撫，風威並用，吏民咸服其化，予告歸，家居恬淡自安，以睦族敦行表率鄉里，足跡不入城市者十餘年，及沒里人呈請入祀鄉賢祠。
2. ↑  同治《禹州志·卷四下·職官表下》：學正……許在廷 固始人，由舉人（萬曆）二十六年任